# Ravinder Nath Maini
Ravinder Nath Maini (Ludhiana, Índia, 17 de novembro de 1937) é um imunologista e reumatologista britânico de ascendência indiana. É professor do Kennedy Institute of Rheumatology (KIR), parte do Imperial College London.
Maini nasceu em Ludhiana na região do Punjab, Índia, mas viveu a maior parte de sua vida no Reino Unido. Obteve o grau de bacharel no Sidney Sussex College.
Na década de 1980 Maini e seu colega Marc Feldmann identificaram o fator de necrose tumoral (Tumor necrosis factor - TNF) como uma citocina chave no processo de artrite reumatoide.

## Publicações selecionadas
- Immunology of Rheumatic Diseases, 1977
- Modulation of Autoimmune Disesae (Ed.), 1981
- Textbook of the Rheumatic Diseases (Coautor), 1986
- T-Cell Activation in Health and Disease (Ed.), 1989
- Rheumatoid Arthritis (Ed.), 1992
- Oxford Textbook of Rheumatology (Coautor), 1993
- Rheumatology (Coautor), 1993
- Manual of Biological Markers of Disease (Coautor), 1993–1996
- Oxford Textbook of Medicine (Coautor), 2001

## Honrarias e prêmios
- 1995 Croonian Lecture do Royal College of Physicians
- 2000 Prêmio Crafoord.[1]
- 2003 Prêmio Lasker-DeBakey de Pesquisa Médico-Clínica.[2]
- 2007 Fellow da Royal Society[3]
- 2008 Prêmio Dr. Paul Janssen de Pesquisa Biomédica com Marc Feldmann.[4][5]
- 2010 Prêmio Ernst Schering com Marc Feldmann.[6]
- 2010 Membro estrangeiro da Academia Nacional de Ciências dos Estados Unidos[7]
- 2014 Prêmio Internacional da Fundação Gairdner